# Onde (singolo Alex Baroni)
Onde è un singolo del cantante italiano Alex Baroni, pubblicato nel 1998 e tratto dal secondo album Quello che voglio.

## Il brano
Il brano, scritto dallo stesso artista insieme a M. Galli ed A. Ravasini, fu un successo di quell'estate, e diede il titolo al primo album dell'artista ad essere distribuito fuori dall'Italia, un disco che raccoglie alcuni brani presenti nei due precedenti, venduto fra l'altro nei Paesi Bassi, in Svizzera e in Polonia. La canzone è stata inserita anche nella compilation blu del Festivalbar di quell'anno.

### Riproduzioni postume
Dopo la morte dell'artista, avvenuta il 13 aprile 2002, la canzone è stata inserita nelle raccolte postume Semplicemente del 2002 ed Alex Baroni Collection del 2007. Nel 2012 la cantante Amii Stewart la interpreta nell'album tributo dedicato a Baroni, intitolato Il senso... di Alex, pubblicato nel decennale dalla scomparsa.